# مجموعة اليورو
مجموعة اليورو هي المصطلح الجماعي المعترف به للاجتماعات غير الرسمية لوزراء مالية منطقة اليورو - تلك الدول الأعضاء في الاتحاد الأوروبي (EU) التي تبنت اليورو كعملة رسمية لها. المجموعة لديها 19 عضوا. تمارس سيطرة سياسية على العملة والجوانب ذات الصلة من الاتحاد النقدي للاتحاد الأوروبي مثل ميثاق الاستقرار والنمو . الرئيس الحالي لمجموعة اليورو هو ماريو سينتينو، وزير المالية في البرتغال .
يجتمع الوزراء في جلسة مغلقة قبل يوم واحد من اجتماع مجلس الشؤون الاقتصادية والمالية (ECOFIN) لمجلس الاتحاد الأوروبي . ينقلون قراراتهم عبر النشرات الصحفية والوثائق. المجموعة مرتبطة بمجلس الاتحاد الأوروبي (فقط الدول الأعضاء في مجموعة اليورو هي التي تصوت على القضايا المتعلقة باليورو في مجلس الشؤون الاقتصادية والمالية ) وتم إضفاء الطابع الرسمي عليها بموجب معاهدة لشبونة .

## معرض صور

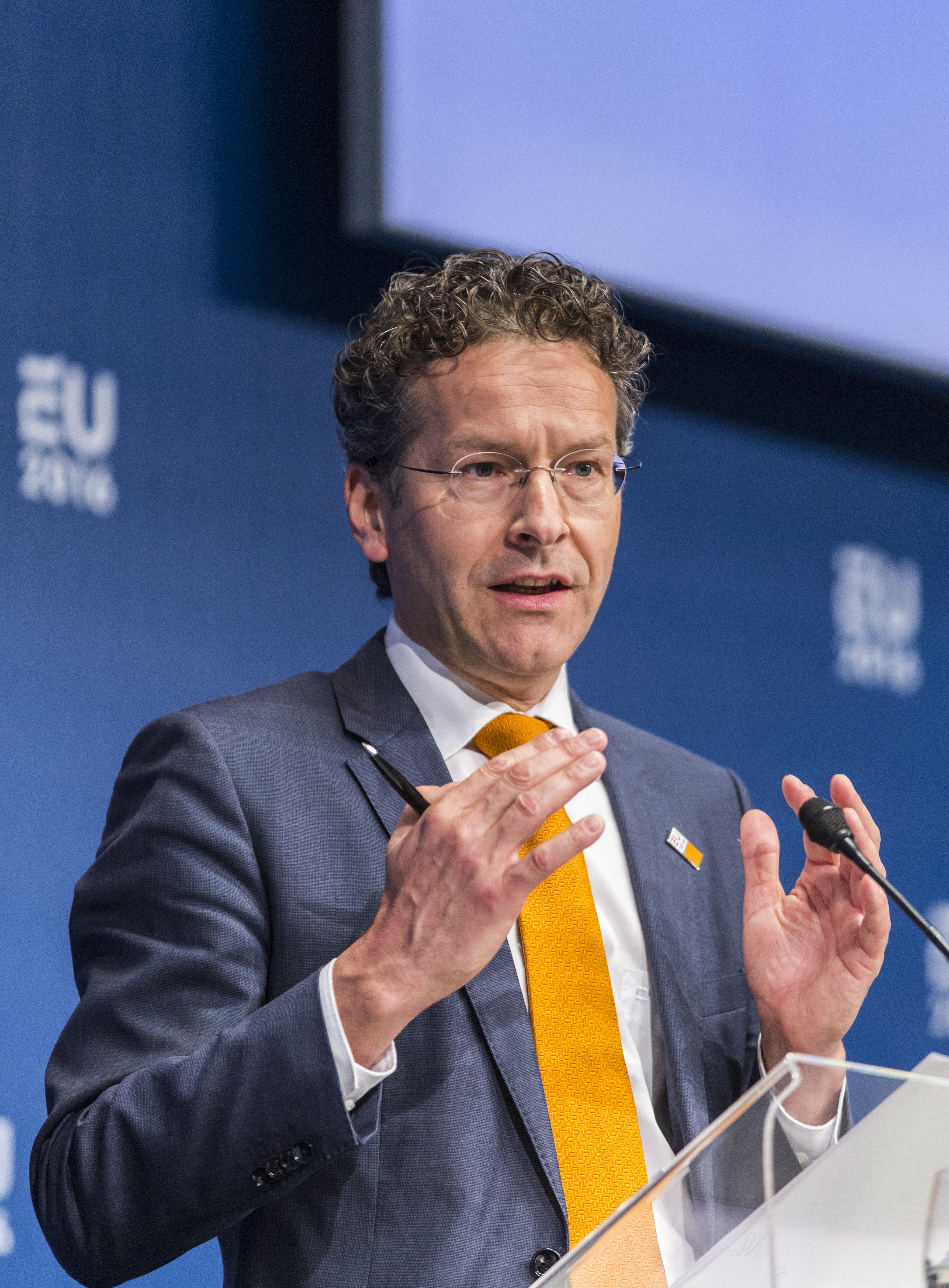
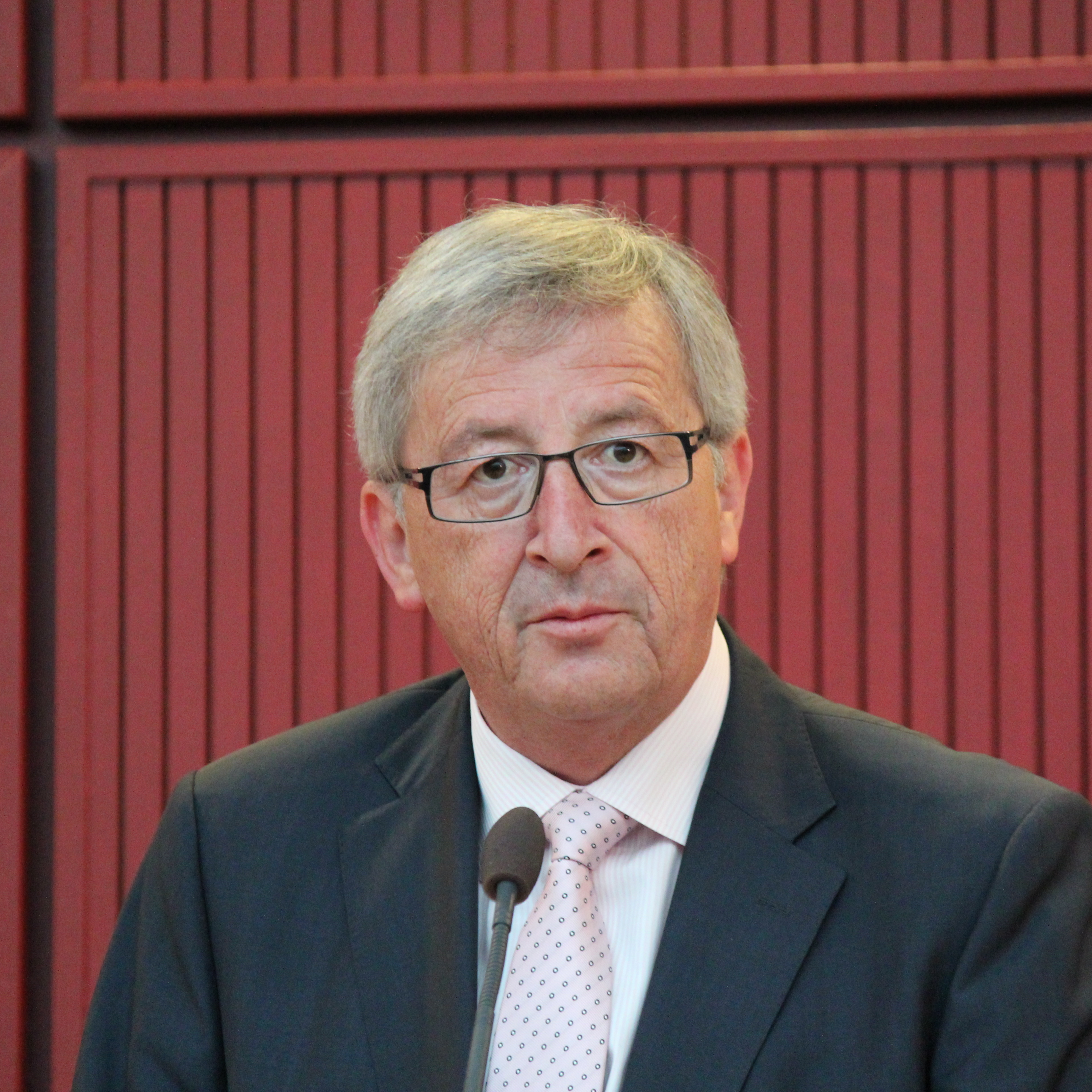
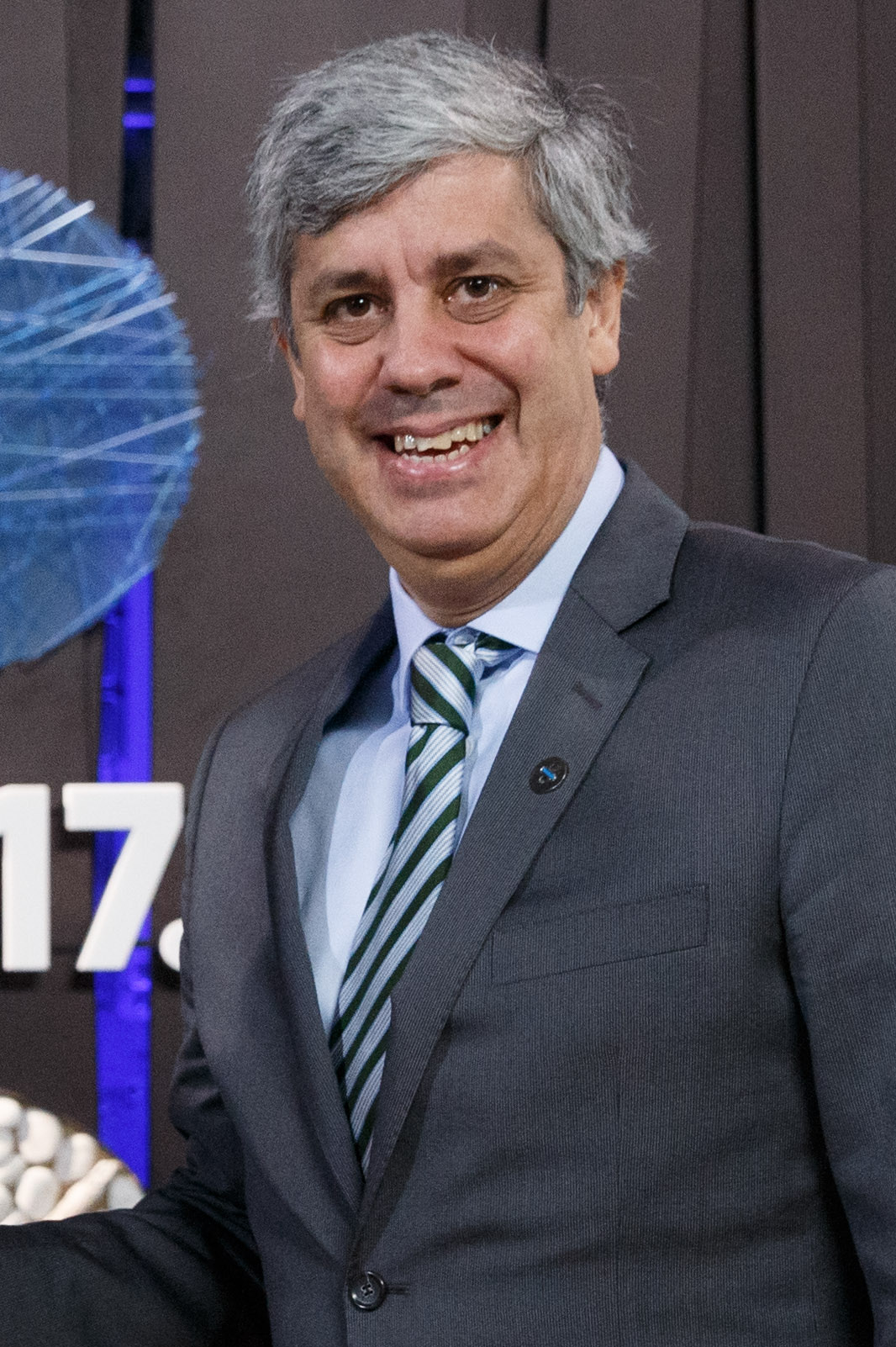

## روابط خارجية
- الموقع الرسمي